# Алибейкьой (квартал)
„Алибейкьой“ (на турски: Alibeyköy) е квартал на Истанбул, разположен в градска околия Еюпсултан. Общата му площ е 0,92 км2. Според данни на Адресната система за регистриране на населението (ABPRS) към 2024 г. населението на „Алибейкьой“ е 13 392 жители.